# Euryclelia
Euryclelia is een kevergeslacht uit de familie van de boktorren (Cerambycidae). De wetenschappelijke naam van het geslacht werd voor het eerst geldig gepubliceerd in 1912 door Aurivillius.

## Soorten
Euryclelia is monotypisch en omvat slechts de volgende soort:
- Euryclelia cardinalis (Thomson, 1861)